# 藤原顕長 (伊賀守)
藤原 顕長（ふじわら の あきなが）は、平安時代中期の貴族。帥内大臣・藤原伊周の子。

## 略歴
生母の左衛門命婦は和泉守・源致明の娘であり、藤原道雅は異母兄弟にあたる。娘に女流歌人の伊賀少将がいる。長元4年（1031年）伊賀守に任じられ受領として赴任したことが見え、また『尊卑分脈』は縫殿頭を務めたとしている。
治安4年（1024年）3月10日、検非違使に追われた強盗が備中守扶良の居宅に乱入し、同宅にいた顕長の母尼を人質に立て籠もった。検非違使は扶良宅を包囲したものの、前摂政・藤原道長は大甥にあたる顕長の母尼の身を案じて検非違使の突入を制止していた。翌日、検非違使別当・藤原経通は当時散位だった顕長を代わりの人質とさせることを強盗に了承させ、顕長は母尼の代わりに屋敷へと入った。その夜、顕長は強盗とともに騎乗して屋敷を出ることになったが、強盗は待ち構えていた平直方によって射殺された。このとき顕長にも矢は当たり、左親指を負傷している。